# Kōji Nakata
Koji Nakata (中田浩二 Nakata Kōji; Província de Shiga, 9 de Julho de 1979) é um ex-futebolista japonês que jogava como meia.

## Carreira
Jogou no Kashima Antlers, com duas passagens, na qual encerrou sua carreira em 2014. No futebol europeu atuou no FC Basel e no Olympique Marseille.

## Seleção
Koji integrou a Seleção Japonesa de Futebol na Copa das Confederações de 2001.
Participou no Mundial de 2002 e fez parte da Seleção Japonesa de Futebol presente no Mundial de 2006.

### Gols pela Seleção
| #  | Data              | Local         | Adversário | Placar | Resultado | Competição                        |
| -- | ----------------- | ------------- | ---------- | ------ | --------- | --------------------------------- |
| 1. | 3 de Agosto, 2004 | Jinan, China  | Bahrein    | 4-3    | Vitória   | Copa da Ásia de 2004 - Semi-Final |
| 2. | 7 de Agosto, 2004 | Pequim, China | China      | 3-1    | Vitória   | Copa da Ásia de 2004 - Final      |

## Títulos
Kashima Antlers
- Copa do Leste Asiático: 2003
- J. League Division 1: 1998, 2000, 2001, 2008 e 2009
- Copa do Imperador: 2000, 2010
- Copa da Liga Japonesa: 2000, 2002, 2011, 2012
- Copa Suruga Bank: 2012, 2013

Olympique Marseille
- Copa Intertoto: 2005

FC Basel
- Swiss Super League: 2005–06, 2007–08|2007/08
- Swiss Cup: 2006-07, 2007–08
- Uhren Cup: 2006

Seleção Japonesa
- Copa da Ásia - 2004

## Vida pessoal
É casado desde 2014 com a atriz Nao Nagasawa, famosa por sua participação na franquia Super Sentai como a Hurricane Blue de Ninpuu Sentai Hurricanger.